# Joshua Kimmich
Joshua Walter Kimmich (Rottweil, 8 de fevereiro de 1995), é um futebolista alemão que atua como lateral-direito ou volante. Atualmente joga pelo Bayern de Munique e pela Seleção Alemã de Futebol. Kimmich é conhecido pela sua mentalidade forte e incrível capacidade de liderança, sendo o atual capitão da Seleção Alemã.

## Clubes

### Início da carreira
Kimmich jogou futebol juvenil no VfB Stuttgart antes de ingressar no RB Leipzig em julho de 2013. Stuttgart garantiu a opção de recompra. Ele estreou na 3. Liga no dia 28 de setembro daquele ano, substituindo Thiago Rockenbach no empate por 2 a 2 com o SpVgg Unterhaching. Ele marcou seu primeiro gol profissional na vitória por 3–2 sobre o 1. FC Saarbrücken em 30 de novembro de 2013. Ele terminou a temporada 2013-14 em 26 jogos e 1 gol, e a 2014-2015 com 29 jogos e 2 gols.

### Bayern de Munique

#### 2015–16
Em 2 de janeiro de 2015, Kimmich concordou a se juntar ao Bayern de Munique em um contrato de cinco anos que duraria até 30 de junho de 2020, por 7 milhões de euros. Ele estreou no clube em 9 de agosto, começando na primeira rodada da Copa da Alemanha contra o FC Nöttingen. Pep Guardiola lançou-o na Bundesliga no mês seguinte, em 12 de setembro, quando entrou no segundo tempo em um jogo em casa contra o FC Augsburg. Quatro dias depois, Kimmich fez sua primeira aparição na Champions League no jogo de estreia do Bayern contra o Olympiakos, e começou na Bundesliga como titular pela primeira vez três dias depois, jogando 90 minutos contra o SV Darmstadt 98 na vitória por 3 a 0.
Kimmich terminou sua primeira temporada no Bayern, tendo feito 23 jogos no campeonato, dos quais 15 ele foi titular. Volante de origem, jogou a maioria dos jogos em sua primeira temporada no Bayern de zagueiro devido a lesões de seus companheiros. Jogou os 120 minutos da final da Copa da Alemanha contra o Borussia Dortmund, que terminou 0x0 e foi pros pênaltis. Nas penalidades, Kimmich desperdiça sua cobrança, porém seu time sai vitorioso no jogo que viria a ser a despedida de Pep Guardiola do Bayern de Munique.

#### 2016–17

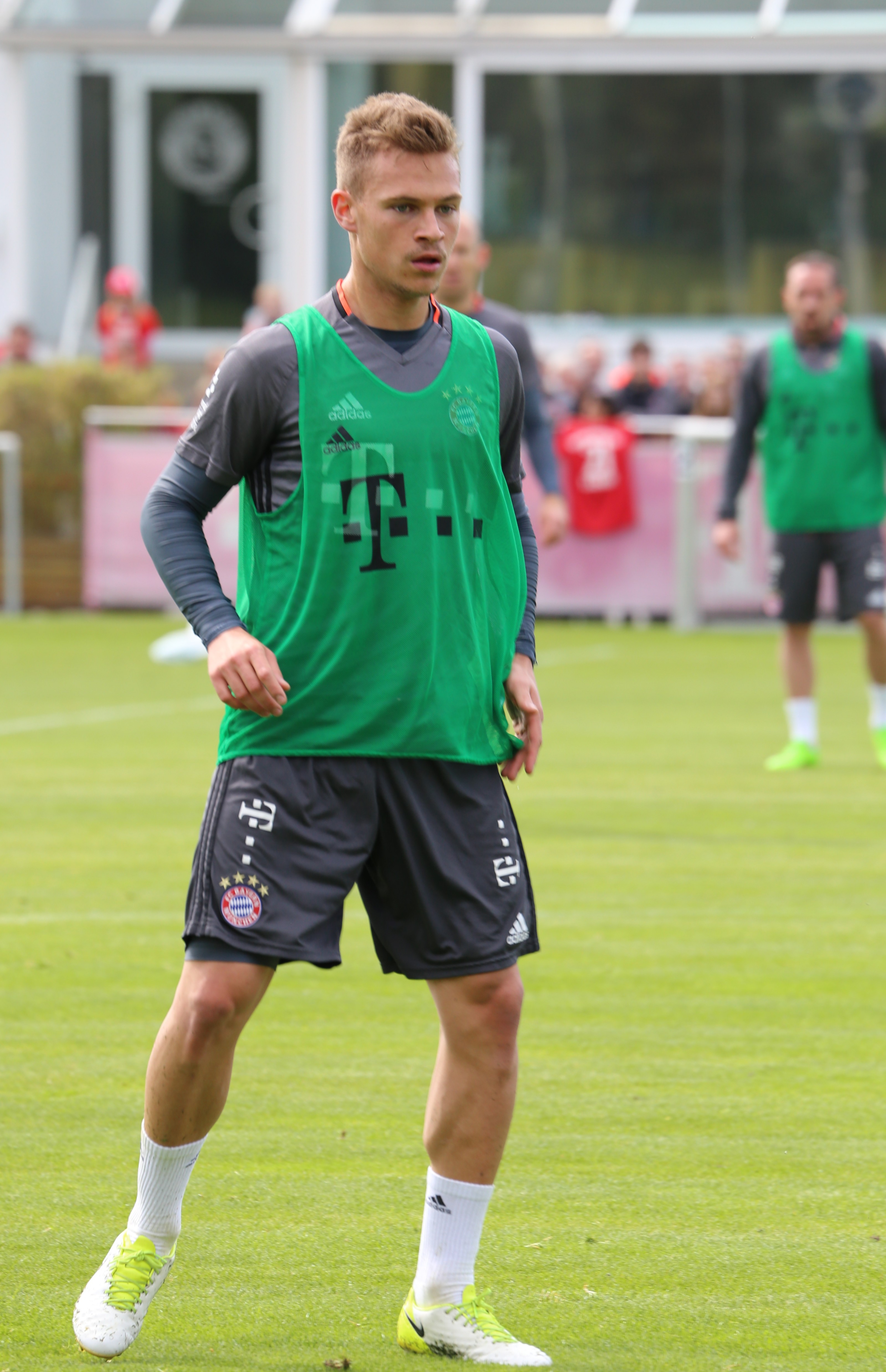
Kimmich em treinamento no em 2017

Kimmich começou a temporada 2016-17, saindo do banco na vitória por 2-0 contra o Borussia Dortmund na DFL-Supercup de 2016. No dia 9 de setembro, ele marcou seu primeiro gol pelo FC Bayern na vitória por 2-0 na Bundesliga, fora do FC Schalke 04. Quatro dias depois, ele marcou seus dois primeiros gols na Liga dos Campeões em uma vitória em casa por 5-0 contra o FC Rostov. Kimmich marcou um gol aos 88 minutos na vitória por 1-0 fora de casa contra o Hamburger SV. Com a chegada de Mats Hummels, a zaga deixa de ser uma carência no Bayern e Kimmich passa a atuar cada vez mais no meio campo, tendo inclusive uma fase artilheira no começo da temporada. 
Ele terminou a temporada 2016-17 com nove gols em quarenta jogos.

#### 2017–18
Com a aposentadoria de Lahm, Kimmich deixa a volância e passa a jogar na lateral direita, se tornando assim um dos melhores do mundo na função.
Kimmich jogou a Supercopa da Alemanha 2017 e conquistou o torneio quando o Bayern derrotou o seu rival rival Borussia Dortmund nos pênaltis por 5 a 4, após o jogo terminar em 2 a 2 no tempo regulamentar. Em 16 de setembro, ele deu três assistências para os gols de Thomas Müller, Arjen Robben e Robert Lewandowski contra o 1. FSV Mainz 05 em uma vitória por 4-0. Em 9 de março de 2018, Kimmich renovou por mais três anos do que antes, e seu contrato passou a durar até 30 de junho de 2023. Ele fez gol nos jogos de ida e volta da semifinal da Champions League contra o Real Madrid, mas sua equipe foi derrotada por 4-3 no agregado. Kimmich terminou a temporada 2017-18 com seis gols e dezessete assistências em 47 jogos, sendo disparado o lateral com mais assistências naquela temporada.

#### 2018–19
Em 12 de agosto, Kimmich começou a temporada jogando a Supercopa da Alemanha e  conquistou o título ao derrotar o Eintracht Frankfurt com uma vitória por 5-0. Na semana seguinte, em 18 de agosto de 2018, Kimmich jogou contra o SV Drochtersen / Assel na primeira rodada da Copa da Alemanha em vitória por 1x0 do Bayern. Kimmich jogou no jogo de estreia da temporada da Bundesliga contra o Hoffenheim 1899 em 24 de agosto de 2018. O Bayern venceu o jogo por 3-1. O primeiro gol da temporada de Kimmich foi contra o Hannover 96 em 15 de dezembro de 2018. Ele fez a sua 100ª aparição na liga pelo clube em 9 de fevereiro de 2019 durante uma vitória por 3 a 1 sobre o rival Schalke. Nas oitavas de final da Champions, o Bayern enfrentou o Liverpool em Anfield e o jogo terminou 0x0. Porém, Kimmich recebeu cartão amarelo nesse jogo e devido ao acúmulo desses ficou de fora do jogo de volta. Curiosamente, no jogo de volta na Alemanha o Bayern acaba derrotado por 3x1, levando dois gols de Sadio Mane, que seria o encarregado de Kimmich marcar caso jogasse como fez no jogo na Inglaterra.
Kimmich jogou todas as 34 partidas da Bundesliga e não foi substituído, jogando assim todos os minutos na sua equipe no campeonato nacional. Nesses 34 jogos, Kimmich marcou dois gols e terminou em segundo no campeonato com 13 assistências.
No geral, terminou a temporada com 48 jogos, 2 gols e 19 assistências. Sendo assim pelo segundo ano seguido o lateral com mais assistências na temporada europeia, superando nomes como Alexander Arnold e Robertson nesse quesito, ambos laterais do campeão europeu dessa temporada.

#### 2019–20
Com a contratação de Benjamin Pavard, lateral campeão do mundo pela França em 2018, Kimmich voltou a atuar mais no meio campo do que na lateral direita(ainda exercendo a função quando preciso), formando assim uma das melhores duplas de volantes do mundo com Thiago Alcântara. Em partida contra o Tottenham no estádio do time londrino pela fase de grupos da Champions, Kimmich fez o gol que iniciou a virada do time alemão, que viria a ficar marcado por uma goleada do Bayern em cima do time inglês por 7x2. Ao longo da temporada, continuou fazendo grandes atuações e se tornou o meio campista com mais minutos pelo Bayern na temporada. Em meio a pandemia e portões fechados, o Bayern visitou o Borussia Dortmund em um confronto direto pela briga do título alemão, e Kimmich decidiu fazendo o único gol do jogo ao fazer um golaço de fora da área encobrindo o goleiro Burki, deixando assim seu time 7 pontos na frente do seu rival faltando poucas rodadas para o fim do campeonato. No fim, o Bayern se sagrou campeão da Bundesliga. Na final da Copa da Alemanha, Kimmich foi decisivo mais uma vez e deu uma assistência para Serge Gnabry na vitória por 4x2 sobre o Bayer Leverkusen, que culminou no segundo título do Bayern na temporada. Encerradas as competições nacionais, ainda faltava o principal objetivo do Bayern na temporada - vencer a Liga dos Campeões pela sexta vez. Devido a lesão de Pavard, Kimmich voltou a atuar como lateral direito na reta final do torneio. Após duas vitórias tranquilas sobre o Chelsea nas oitavas de final (3x0 fora de casa e 4x1 em Munique), o adversário do Bayern nas quartas era o Barcelona de Messi e Luis Suarez. Devido a pandemia do corona vírus, os jogos da Champions passaram a ser disputados somente em Portugal e em jogo único. O Bayern não tomou conhecimento e do time espanhol e aplicou incríveis 8x2, com Kimmich fazendo um e dando um assistência na goleada alemã. Na semi, o Bayern enfrentou a sensação Lyon que havia eliminado a Juventus e o Manchester City. O Bayern venceu por 3x0 e Kimmich deu uma assistência para Lewandowski marcar de cabeça nessa partida. Na final, o adversário era o PSG de Neymar e Mbappe. Em um jogo muito equilibrado, os alemães se saíram vencedores e conquistaram a Liga dos Campeões 2019-2010 após ganharem por 1x0 no tempo normal com gol de cabeça de Coman e mais uma assistência de Kimmich. Ao final da temporada, venceu os três principais títulos que disputou e ganhou a tríplice coroa (liga nacional, copa nacional e copa continental).
Após passar pelo Al-Ahly por 2 a 0 nas semifinais, foi campeão do mundial de clubes da FIFA ao vencer na final por 1 a 0 o Tigres, do México, por 1–0. Ao final da competição, Kimmich levou a bola de bronze da competição.

### 2023-24
Terminou a temporada em baixa bem como todo o time do Bávaro, contudo, Joshua Kimmich fez 43 jogos e 2 golos em todas as competições esta temporada).

## Estatísticas
| Equipe            | Temporada | Campeonato nacional | Campeonato nacional | Campeonato nacional | Copas nacionais | Copas nacionais | Copas nacionais | Competições continentais | Competições continentais | Competições continentais | Outros torneios | Outros torneios | Outros torneios | Total na carreira | Total na carreira | Total na carreira | Total na carreira |
| Equipe            | Temporada | Jogos               | Gols                | Assist.             | Jogos           | Gols            | Assist.         | Jogos                    | Gols                     | Assist.                  | Jogos           | Gols            | Assist.         | Jogos             | Gols              | Assist.           |                   |
| ----------------- | --------- | ------------------- | ------------------- | ------------------- | --------------- | --------------- | --------------- | ------------------------ | ------------------------ | ------------------------ | --------------- | --------------- | --------------- | ----------------- | ----------------- | ----------------- | ----------------- |
| Bayern de Munique | 2015-2016 | 23                  | 0                   | 2                   | 4               | 0               | 0               | 9                        | 0                        | 0                        | 1               | 0               | 0               | 37                | 0                 | 2                 |                   |
| Bayern de Munique | 2016-2017 | 27                  | 6                   | 1                   | 4               | 0               | 1               | 8                        | 3                        | 3                        | 1               | 0               | 1               | 40                | 9                 | 3                 |                   |
| Bayern de Munique | 2017-2018 | 29                  | 1                   | 10                  | 6               | 1               | 1               | 11                       | 4                        | 3                        | 1               | 0               | 1               | 47                | 6                 | 15                |                   |
| Bayern de Munique | 2018-2019 | 34                  | 2                   | 13                  | 6               | 0               | 2               | 7                        | 0                        | 2                        | 1               | 0               | 0               | 48                | 2                 | 17                |                   |
| Bayern de Munique | 2019-2020 | 33                  | 4                   | 7                   | 6               | 1               | 4               | 11                       | 2                        | 4                        |                 |                 |                 | 51                | 7                 | 15                |                   |
| Bayern de Munique | 2020-2021 | 27                  | 4                   | 10                  | 1               | 0               | 0               | 7                        | 1                        | 4                        | 3               | 0               | 0               | 37                | 5                 | 14                |                   |
| Bayern de Munique | 2021-2022 | 28                  | 3                   | 11                  | 2               | 0               | 0               | 8                        | 0                        | 0                        | 1               | 0               | 0               | 39                | 3                 | 11                |                   |
| Bayern de Munique | 2022-2023 | 33                  | 5                   | 6                   | 4               | 1               | 2               | 9                        | 1                        | 3                        | 1               | 0               | 0               | 47                | 7                 | 11                |                   |
| Bayern de Munique | 2023-2024 | 16                  | 1                   | 3                   | 2               | 0               | 1               | 7                        | 0                        | 2                        |                 |                 |                 | 25                | 1                 | 6                 |                   |
| Bayern de Munique | Total     | 250                 | 27                  | 63                  | 35              | 3               | 11              | 77                       | 11                       | 21                       | 9               | 0               | 2               | 371               | 40                | 94                |                   |

## Seleção Alemã

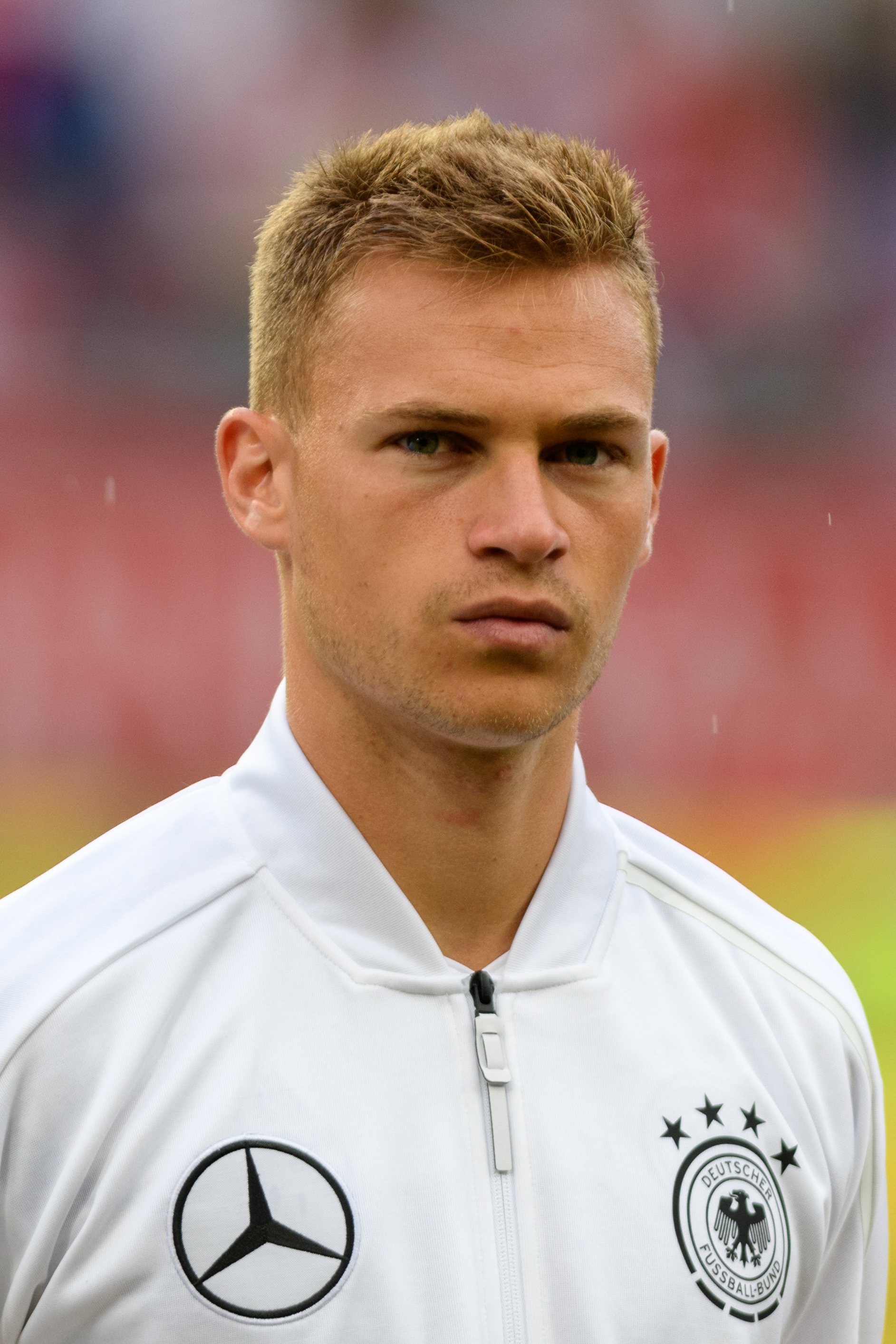
Kimmich pela Seleção Alemã em 2018

Estreou pela Seleção Alemã principal em 29 de maio de 2016 em partida amistosa contra a Eslováquia. Foi convocado para disputar a Eurocopa de 2016.

## Títulos
RB Leipzig
- Copa da Saxônia: 2012-13

Bayern de Munique
- Copa do Mundo de Clubes da FIFA: 2020
- Liga dos Campeões da UEFA: 2019-20
- Supercopa da UEFA: 2020
- Campeonato Alemão: 2014-15, 2015-16, 2016-17, 2017-18, 2018-19, 2019-20, 2020-21, 2021-22, 2022-23, 2024–25[6]
- Copa da Alemanha: 2015-16, 2018-19, 2019-20
- Supercopa da Alemanha: 2016, 2017, 2018, 2020, 2021, 2022, 2025[7]
- Copa Audi: 2015

Seleção Alemã
- Copa das Confederações FIFA: 2017
- Campeonato Europeu de Futebol Sub-19: 2014

### Prêmios individuais
- Equipe ideal da Euro: 2016
- 60º melhor jogador do ano de 2016 (The Guardian)[8]
- Seleção das revelações da UEFA Champions League em 2016[9]
- 60º melhor jogador do ano de 2016 (Marca)[10]
- Equipe ideal da Liga dos Campeões da UEFA: 2019–20[11]
- Equipe do ano da FIFA: 2020
- Equipe do ano da UEFA: 2020
- Bola de bronze da Copa do Mundo de Clubes da FIFA: 2020
- Melhor Defensor da UEFA: 2019–20
- Equipe da Temporada da Bundesliga (Kicker): 2018–19,[12] 2019–20,[13] 2020–21,[14] 2024–25[15]